# Maciej Kaczmarski
Maciej Kaczmarski – polski przedsiębiorca, wizjoner uznawany za ojca polskiej windykacji. Twórca Kaczmarski Inkasso, Krajowego Rejestru Długów Biura Informacji Gospodarczej i Rzetelnej Firmy. Konsul honorowy Republiki Słowackiej we Wrocławiu.

## Działalność
Karierę zawodową zaczynał pod koniec lat 80. w Niemczech, inwestując w transport międzynarodowy. Wykonując zlecenia na rzecz rozmaitych klientów zetknął się także z nowoczesną windykacją oraz informacją gospodarczą. Zdobyte tam doświadczenia postanowił wykorzystać w Polsce. W 1992 roku wrócił do Polski z wydrukowanymi w Niemczech ulotkami reklamowymi i otworzył pierwszą nowoczesną firmę windykacyjną w kraju – Kaczmarski Inkasso, która w latach 90. zdominowała rynek windykacji w Polsce. Swój sukces zawdzięczała wprowadzeniu zupełnie odmiennych metod działania, zgodnych z europejskimi standardami. W tym czasie windykacja w Polsce polegała na kupowaniu długu od wierzyciela i sprzedaniu go bankowi, który na podstawie bankowego tytułu wykonawczego kierował sprawę do komornika sądowego, a ten na koszt państwa windykował dług. Kaczmarski Inkasso pokazała, że można odzyskać pieniądze negocjując z dłużnikiem, z poszanowaniem jego praw i zgodnie z prawem.
Wkrótce w gronie klientów pojawiły się banki. W 1992 roku Kaczmarski Inkasso zatrudniała 16 pracowników a 6 lat później miała 13 oddziałów terenowych w całej Polsce. Przy Kaczmarski Inkasso powstał też pierwszy w Polsce sąd arbitrażowy, w którym toczyły się mediacje między wierzycielami i dłużnikami. Dzięki takiemu podejściu Kaczmarski Inkasso jest jedną z czołowych firm na rynku windykacji na zlecenie.
W 2001 roku w oparciu o doświadczenia z Niemiec i europejskie standardy stworzył Giełdę Wierzytelności. To była namiastka systemu informacji gospodarczej, jaki funkcjonował w Europie Zachodniej. W 2003 roku, kiedy Sejm uchwalił ustawę o udostępnianiu informacji gospodarczej, wykorzystał te doświadczenia tworząc już 3 miesiące później Krajowy Rejestr Długów – pierwsze polskie biuro informacji gospodarczej, które nieodmiennie od początku swojej działalności jest liderem na tym rynku. KRD administruje ogólnopolskim systemem wymiany informacji gospodarczych. Z jego usług korzystają zarówno korporacje, jak i firmy z sektora MŚP oraz osoby fizyczne, a także instytucje publiczne. Publikowane przezeń raporty i dane są wykorzystywane w trakcie procesów legislacyjnych przez szereg ministerstw, są też źródłem informacji dla dziennikarzy i ekspertów.
W 2013 roku, po wejściu w życie Ustawy o terminach zapłaty w transakcjach handlowych wprowadził w Kaczmarski Inkasso, jako pierwszy w Polsce, usługę windykacji na koszt dłużnika, która sprawiła, że przedsiębiorcy z sektora MŚP częściej zaczęli korzystać z windykacji.
Maciej Kaczmarski jest także inicjatorem powołania do życia Rzetelnej Firmy – programu grupującego przedsiębiorców prowadzących działalność gospodarczą zgodnie z zasadami etyki i przywiązujących dużą wagę do rzetelności płatniczej. To również odpowiedź na potrzeby małych przedsiębiorców, którzy nie mają wystarczających środków na promocję. Logo Rzetelnej Firmy dla wielu kręgów gospodarczych stało się synonimem uczciwości, a sam program, według badania Kantar Polska, stał się najbardziej rozpoznawalnym tego typu przedsięwzięciem w Polsce. Liczba uczestniczących w programie firm wynosi 40 tysięcy. Dla 53% Polaków, według badania Kantar Polska ze stycznia 2020 roku, posiadanie przez firmę Certyfikatu Rzetelności jest zachętą do zakupu jej towarów lub usług.

## Działalność społeczna
Maciej Kaczmarski angażuje się również w działalność społeczną. Był sponsorem wielu znaczących wydarzeń kulturalnych (przedstawień Opery Wrocławskiej, Międzynarodowego Festiwalu Teatralnego Dialog). Wymyślił konkurs „Kawałek Wrocławia” na najlepszą piosenkę o Wrocławiu (odbyły się 2 edycje), który ma promować nadodrzański gród, jako najlepsze miejsce do życia w Polsce. Sponsorował Rafała Kubackiego, judokę i odtwórcę roli Ursusa w filmie Jerzego Kawalerowicza „Quo Vadis”. Przez 6 lat wspierał finansowo sekcję siatkarską Gwardii Wrocław. Był także sponsorem Rajdowych Mistrzostw Polski Samochodów Terenowych, Wyścigów Smoczych Łodzi we Wrocławiu oraz samotnego rejsu dookoła świata Nataszy Caban.
Od 25 maja 2009 r. Maciej Kaczmarski pełni funkcję konsula honorowego Republiki Słowackiej we Wrocławiu, z okręgiem obejmującym województwa dolnośląskie i lubuskie. Kierowana przez niego placówka jest uznawana za jedną z najaktywniejszych w promowaniu słowackiej kultury w Polsce i działającej na rzecz rozwoju wymiany kulturalnej, naukowej i gospodarczej między obydwoma krajami.

## Nagrody
Maciej Kaczmarski został uznany przez magazyn Home&Market za jednego z 10 najlepszych menedżerów rynku windykacyjnego w Polsce, a Gazeta Finansowa umieściła go w gronie 10 osobowości świata windykacji. W 2017 roku, z okazji 25. rocznicy powstania nowoczesnej windykacji w Polsce, w uznaniu zasług dla niej, został wyróżniony przez Konferencję Przedsiębiorstw Finansowych w Polsce specjalną statuetką „Nec temere nec timide”. W 2019 roku z tego samego tytułu otrzymał od Polskiego Związku Zarządzania Wierzytelnościami statuetkę Honorowego Członka Związku.